# Итуруп
Итуруп (рус. Итуруп, јап. 択捉島, Etorofu-tō) је са 3.184 км² убедљиво највеће острво Курилског архипелага. 

## Географија
Острво се налази међу јужним Курилима, у североисточном Пацифику на далеком истоку Русије. Југозападно од њега је јапанско острво Хокаидо. Итуруп је дуг око 200 километара, а широк 7 до 27 километара. Најважније насеље на острву је град Куриљск (3500 становника). На целом острву живи 7500 људи (стање 2003).

## Историја
Први становници Итурупа су били народ Аину. У касном 18. веку овде су стигли руски досељеници. На острву се 1800. стационирао јапански гарнизон, које је постало колонија за политичке затворенике и осуђене криминалце. Итуруп је званично постао јапанска територија 1855. Црвена армија га је заузела 1945, откада је под совјетском, касније руском власти (од 1991). 
Ово острво је део јужних Курила који су предмет дипломатског сукоба Русије и Јапана. Наиме, Јапан сматра да су ова острва и даље део њихове суверене територије. 